# NaturLandschaftSchutz Deilbachtal
Der Bürger- und Bürgerinnenverein NaturLandschaftSchutz Deilbachtal e.V. war ein Verein mit dem Ziel, den Umwelt- und Landschaftsschutz in den Kreisen Mettmann, Ennepe-Ruhr und der Stadt Wuppertal zu fördern.
Ziel des Vereins war der Erhalt der Erhalt der niederbergische Kulturlandschaft in ihrem Bestand. Hervorgegangen aus der Bürgerinitiative Fettenberg-Deilbachtal, war der Auslöser im Jahr 2008 die massive Ausweitung von Massentierhaltunganlagen im Naherholungsgebiet Deilbachtal.
Die Gründungsversammlung fand am 8. Juli 2009 statt. Als erste Vorstandsvorsitzende wurden Hans-Jürgen Jeromin, Petra Scherbel und Claudia Eckern gewählt. Nach Unterschreiten der Mindestmitgliederzahl (§ 73 BGB) wurde der Verein zum 28. Dezember 2018 aus dem Vereinsregister gelöscht.

## Projekte und Aktionen
Der Verein hat bereits mehrere Aktionen zur Information der Bevölkerung über die Auswirkungen von Intensivtierhaltung auf Mensch, Tier und Natur durchgeführt.
Am 20. Mai 2009 wurde in Zusammenarbeit mit BUND und Bündnis 90/Die Grünen (Fraktion Wuppertal) eine Podiumsdiskussion, moderiert von Corinna Schlechtriem (bekannt aus dem WDR) durchgeführt. Teilgenommen haben Johannes Remmel (seit Juli 2010 Minister für Klimaschutz, Umweltschutz, Naturschutz, Landwirtschaft und Verbraucherschutz), Ingo Gödeke (BUND Karlsruhe), Jörg Liesendahl (damals Kreisvorsitzender des BUND Wuppertal), Dr. Hanspeter Ammann (Mediziner), Prof. Dr. Hans J. Lietzmann (Politologe der Bergischen Universität Wuppertal) und viele interessierte Bürger aus Wuppertal und Umgebung, die die Diskussion mit interessanten Fragen und Anmerkungen zu einer gelungenen Veranstaltung machten.
Im Juni 2009 wurde in Zusammenarbeit mit der Tierrechtsorganisation peta einer der größten Bio-Eier Betrugsfälle in NRW aufgedeckt. Durch Beobachtungen und Recherchen konnte nachgewiesen werden, dass der Betreiber sich nicht an die gesetzlich verbindlichen EU-Ökovorgaben hielt, was zur Folge hatte, dass das Bio-Siegel entzogen wurde.

## Petition
Im März 2009 wurde eine Petition beim Landtag NRW eingereicht. Inhalt waren die Bedenken und Einwendungen gegen den Antrag auf Genehmigung einer Legehennenanlage am Fettenberger Weg (Wuppertal-Dönberg), insbesondere in Bezug auf Erschließung, Kumulierung (mehrere Anlagen nah beieinander), Arten- und Naturschutz, Gewässerschutz, Gesundheitsgefährdung durch Stäube, Bakterien und Ammoniak.
Die stellvertretende Vorsitzende des Petitionsausschusses Frau Sigrid Beer hat am 7. Februar 2010 zu einem nicht öffentlichen Ortstermin eingeladen. Teilnehmer: Sigrid Beer (MdL, stellv. Vorsitzende Petitionsausschuss), Marc Ratajczak (MdL, Mitglied im Petitionsausschuss, Abgeordneter für die CDU Kreis Mettmann), Herr Gross (Mitarbeiter des Petitionsausschusses),
Herr Herrmann (Bauministerium NRW), Karl Friebe (Kreis Mettmann-Abteilungsleiter Bauaufsicht) und  Hubertus Bäther (Stadt Wuppertal-Ressort Umweltschutz).
Ziel war es ein genaueres Bild der Planungen zu bekommen und sich vor Ort einen persönlichen Eindruck von den massiven Erdbewegungen und Felsabtragungen, der Lage im Landschaftsschutzgebiet, sowie der unmittelbaren Nähe zum Naturschutzgebiet zu bekommen. Außerdem hatten sowohl die Petentinnen als auch die Mitarbeiter aus den Verwaltungen die Möglichkeit, ihre verschiedenen Sichtweisen zu erläutern.
In seiner Sitzung am 22. Juni 2010 hat der Petitionsausschuss die Eingaben der Petition im vollen Umfang bestätigt. Aufsichtsbehörden wurden zu strengsten Kontrollen und Sanktionen gegen den Betreiber aufgefordert. Grund: die immer wiederkehrenden Verstöße gegen gesetzliche Vorschriften.
Die Aufsichtsbehörden wurden weiter aufgefordert, aus ihrer reaktiven Rolle herauszutreten und sämtliche rechtlichen Möglichkeiten auszuschöpfen. Der Verkauf von städtischem Eigentum an den Betreiber zur Realisierung der Massentieranlage in Wuppertal-Dönberg wurde in Frage gestellt und solches Handeln durch die Stadt Wuppertal als falsches Signal gewertet.
Außerdem machte der Petitionsausschuss auf die besondere Belastungssituation der an den Anlagenstandorten lebenden Menschen angesichts der zahlreichen Legehennenanlagen aufmerksam.

## Finanzierung
Die Finanzierung des Vereins erfolgte zum einen durch Mitgliedsbeiträge, zum anderen aber auch durch einen Großteil an Spenden aus Politik, Wirtschaft und von Privatleuten.